# Beliczay Jónás (lelkész)
Beliczay Jónás (Bellicz Jónás) (Kocs, 1764. november 10. – Kemeneshőgyész, 1845. december 19.) evangélikus lelkész. Nyolc gyermeke között nevesebb fiai Beliczay Imre (Alásony, ma Nagyalásony, 1806. november 19. – Pest, 1872. július 13.) pesti mézeskalácsos és viaszöntő főcéhmester, Beliczay Benjamin (Nagygeresd, 1794–) komáromi épületfa-kereskedő és Beliczay Jónás (Nagygeresd, 1797–), voltak. Unokái Beliczay Jónás, Beliczay Gyula és Beliczay Elek.

## Élete
Miután a retorikát 1780-ban elvégezte, Szentlőrincen iskolatanító-segéd volt két évig. 1786 januárjában Szentandráson lett iskolatanító; március 16. azonban Szentlőrincre költözött orgonistatanítónak; 1792 kezdetén Nagygeresdre vitték mesternek. 1799 júniusában Szentantalfára választották meg lelkésznek; onnan 1803-ban Vanyolára, 1806-ban Nagyalásonyba, 1809. augusztus 15. Kemeneshőgyészre ment lelkésznek. Az 1840-es évek elején magyar nemes őseivel törvényesen összekapcsolta magát, és addigi Bellicz családi nevét Beliczayra változtatva utódaival együtt maga is magyar nemes lett.
Nagy Rebekától született leánya Beliczay Rozina (Vanyola, 1804 – Győrszemere, 1885 júniusa) költőnő, aki 1826-ban férjhez ment ment Nagy József győrszemerei lelkészhez, és 1870-ben özvegyen maradt. Még Bellicz Rozina néven jelent meg Sopronban 1817-ben A hőgyészi koszorús szűzek üdvözlése… Kis János úrhoz, a túl a dunai ev. szuperintendenshez… című műve. Kéziratban maradt költeményeit unokája, Szalay Jolán őrizte a 20. század elején, mára a kéziratok elvesztek.

## Munkái
- Örvendező versek. Sopron, 1796. (Nagy Istvánnak dunántúli ág. ev. szuperintendenssé való beigtatására.)
- Néhai Nagy János úrnak hideg tetemei fe lett elmondott zokogó szavai. Uo. 1797.
- A deák nyelv felfejtegetésére. Uo. 1799.
- Örömre buzdító kegyes múzsa Uo. 1812. (Kis Jánosnak ág. ev. szuperintendenssé jun. 23. történt beigtatására.)
- Keresztyén halotti énekeskönyv. Uo. 1815. és 1839. (3. kiadás. Győr, 1869. 4. kiadás. Bpest, 1877.)
- A hajdán Velencze birtokában volt Levantei szigetekbe… való útazás Grasset Saint Sauveur után ford németből. Pest, 1817. (Kis János: Nevezetes Útazások Tárháza IV. k. 109–259. l.)
- Néhai tekintetes Kisfaludy György hamvai fölött tartott gyászos elmélkedés… 1825.
- Szivből ömledező tisztelet, m. br. Podmaniczky Károly úrhoz. Sopron, 1826.
- Koltai Vidos József urhoz… Pápa, 1838. (Versek.)
- Ajándék a protestans iker egyházak növendékeinek. Uo. 1845. (Beliczay névvel.)
- A siketnémák segítségére serkentő prédikátió… Kassán.

Hírlapokban több alkalmi verset adott ki, például Péczely halálára a Magyar Hírmondóban (1793.), Magyar Kurírba (1790. 390. I., II. Lipót megkoronázására), Molnár Borbálához írt verses levelezései. (Uo. 1798. 17. ápr. Toldalékban.) Tiszt. tudós Lakos József hamvaira írt verseit Kis János nyomatta ki Az ő jóreménységű magzatjoknak… c. halotti beszéde végén (Veszprém, 1801.). Erkölcsi meséket írt a Koszorúba (1836.). A győri énekeskönyvben vannak tőle szent énekek, kisebb-nagyobb változtatásokkal fölvéve, legnagyobb részt pedig külön kiadva.